# Friuli Isonzo Cabernet sauvignon
Il Friuli Isonzo Cabernet Sauvignon è un vino DOC la cui produzione è consentita nella provincia di Gorizia.

## Caratteristiche organolettiche
- colore: rosso rubino intenso.
- odore: vinoso, intenso, gradevole, con profumo erbaceo caratteristico.
- sapore: asciutto, di corpo, leggermente erbaceo, gradevole, vellutato.

## Produzione
Provincia, stagione, volume in ettolitri
- Gorizia  (1990/91)  1330,08
- Gorizia  (1991/92)  1268,16
- Gorizia  (1992/93)  1562,26
- Gorizia  (1993/94)  1549,88
- Gorizia  (1994/95)  1820,16
- Gorizia  (1995/96)  1828,05
- Gorizia  (1996/97)  2126,09